# 石黒志伸
石黒 志伸（いしぐろ しのぶ、1964年2月20日 - ）は、日本のナレーター、女優。愛知県出身。愛知県名古屋市および東海地方を拠点に活動している。

## 来歴・人物
- 所属事務所は巣山プロダクション。
- 趣味は海外ドラマ鑑賞、特技は流暢な名古屋弁。[2]
- 主に名古屋で活動していることもあり、過去には中学生日記シリーズ（NHK名古屋制作）やCBC制作の昼ドラに数多く出演していた。
- 2020年現在ではナレーター業をメインに活動している。

## 出演作品

### テレビドラマ
- 中学生日記シリーズ（NHK名古屋） - 保健室の先生 役
  - 青いレモンたち（2002年5月5日 - 5月12日）
  - ココロの穴（2002年10月27日）
  - 地底人伝説（2003年5月10日 - 31日）
  - クーラー！クーラー！（2003年7月5日）
  - サンタさんが転んだ！（2004年12月13日）
  - チューニング・バケーション（2008年9月20日）
- 転校生は妹だった（CTV、1988年9月4日）
- キッズ・ウォー2（CBC、2000年5月29日 - 7月28日） - 谷口三枝子 役
- 幼稚園ゲーム 第1シリーズ 〜お受験します！〜（CBC、2001年2月5日 - 3月30日）
- ドラマ愛の詩 エスパー魔美（NHK ETV、2002年1月5日 - 3月23日）
- ことぶきウォーズ（CBC、2004年10月4日 - 12月3日）
- 新キッズ・ウォー（CBC、2005年8月1日 - 9月30日） - 小野田多恵子 役
- こどもの事情（CBC、2007年7月2日 - 8月31日） - 佐藤敏子 役

### その他テレビ出演
- NHK「超絶凄ワザ」（ボイスオーバー）「金とく」(ボイスオーバー) 「ザ・プロフェッショナル」「サオリ祭り」
- TVA「時の旅 歴史ロマン紀行」「銘品ここにあり」「東海ビジナス最前線」「弔いのこころ」「ザ・追跡」「憧れの伊勢志摩」
- CBC「ごごネタ」(レギュラー) 「花咲かタイムズEX」「花咲かタイムズ・お正月SP」「地球大紀行」「時の探訪」(レギュラー)
- CTV「ニッポン奇跡発見伝つくりびと」
- キャッチネットワーク「東海の肖像」
- THK「スイッチ!」
- 「中央競馬全レース中継」中京パドック

### テレビCM
堀田商事、ホテルくさかべアルメリア、ヨシヅヤ、松枝衣裳、一柳葬本店、ユニー、ヤマトライス 、ロイヤルステージ大垣、愛知銀行、資生堂 他

### ラジオCM
ブラザー、ネッツトヨタ、メニコン、御在所ロープウェイ、ヤマモリ、アマノドラッグ、ドコモ 他

### VP
一条工務店、モード学園、ホシザキ、カリモク、メナード、井村屋、宝グループ、ホーユー、トヨタ、東海中学校、JOYサウンド機、サッポロ一番、リクシル、羽田空港 他

### ゲーム
- ギャラクシーファイト ユニバーサル・ウォーリアーズ（1995年、ルーミ[1]、ヤコプ[1]）

### その他
- カインズ店内アナウンス
- 日本ユニセフ館内ナレーション
- 四日市市博物館
- 四日市公害
- パロマ音声ガイダンス
- 岐阜市防災安全読本
- 桶狭間古戦場ジオラマ
- 金沢市観光音声ガイド